# Piramide satellite
La Piramide satellite o rituale o cultuale è una piramide con funzione simbolica facente parte del complesso funerario e ubicata  nel peribolo a sud della piramide principale anche se dalla  V dinastia, per ignoti motivi,  venne orientata sull'asse sud-est. 

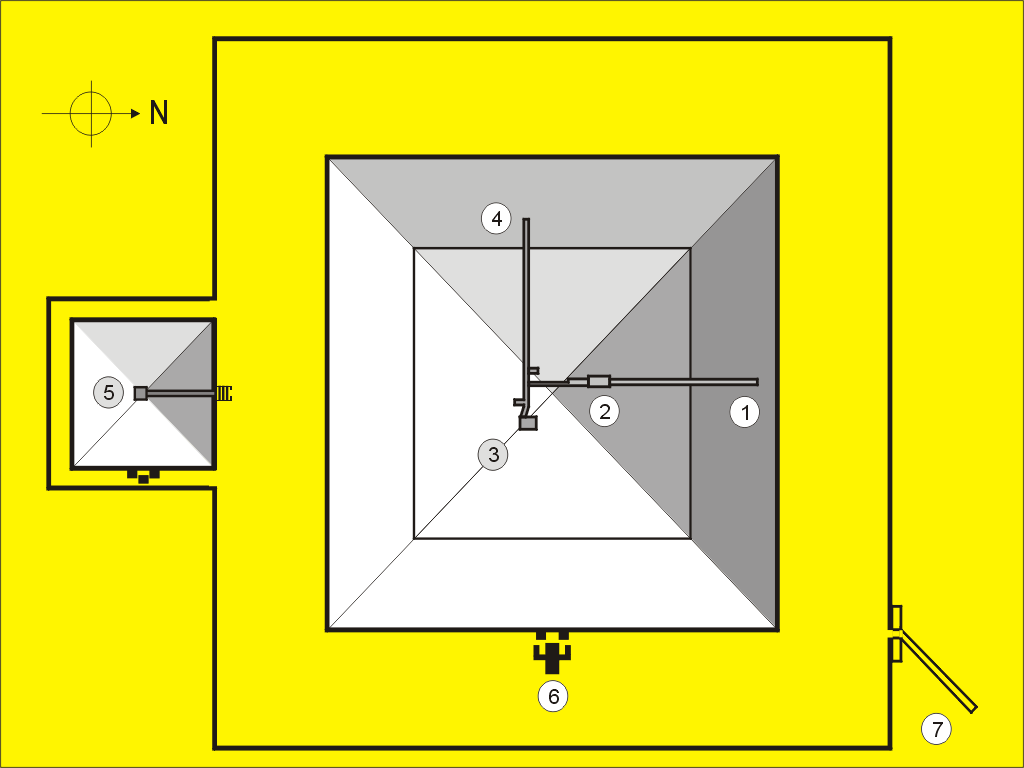
Complesso piramidale meridionale di Snefru: piramide principale e nel peribolo la piccola piramide satellite contrassegnata con il n.5

Dalla simbolica sepoltura,  edificata ad Abido, dai sovrani predinastici e protodinastici  nella loro veste di Osiride  prendeva origine la Tomba a sud di  Djoser che unificò le due sepolture nel  suo complesso funerario con i relativi aspetti divini. 
Questa tomba  aveva in origine la forma di mastaba con gli appartamenti a vari metri nel sottosuolo ai quali si accedeva con una discenderia scalinata ed era riccamente decorata come la piramide principale.
Successivamente questa mastaba si trasformò nella piramide satellite formante con il proprio peribolo, se presente, un vero e proprio complesso piramidale secondario, cenotafio del sovrano personificazione del dio Osiride  mentre la piramide principale ne rappresentava la sepoltura come il dio Horo.
Durante il Medio Regno il culto di Osiride divenne il più celebrato, fu abolita la piramide satellite perché di minori dimensioni e l'aspetto di entrambe le divinità venne simbolicamente riunito nella più grande piramide principale.
La carenza del sarcofago  dimostra il carattere non funerario della piramide satellite ma l'accuratezza della protezione della cripta, la presenza dell'altare a nord e del tempio funerario con la tavola delle offerte e stele per la celebrazione dei riti,  lasciano  dedurre l'uso prettamente cerimoniale come  dimora del ka  del sovrano defunto.
Alla fine della VI dinastia e per tutto il Medio Regno, la piramide satellite subì notevoli varianti e non venne sempre edificata.